# Ландшафты Астраханской области

## Общие сведения
Ландшафтная структура Астраханской области представлена 8 ландшафтами. В полупустынной зоне сформировались Волго-Сарпинский и Баскунчакский ландшафты. Пустынная зона представлена Волжско-Уральским, Волжско-Приергенинским, Западным и Восточным ильменно-бугровым ландшафтами. К внутризональным ландшафтам относится Волго-Ахтубинская пойма и дельта реки Волга. В каждом ландшафте выделяются несколько местностей с характерным для них набором урочищ.

## Баскунчакский ландшафт
Баскунчакский ландшафт отличается активным проявлением солянокупольной тектоники с выходом на поверхность палеозойских отложений. В северной части района на суглинках и супесях сформировались светло-каштановые и бурые полупустынные почвы. На их поверхности получили развитие полынно-злаковые полупустынные растительные сообщества со злаково-разнотравными лугами по лиманам и чернополынниками по солонцам.
Своеобразная местность отмечается в окрестностях солёного озера Баскунчак и располагающейся рядом горы Большое Богдо. Здесь paспространены волнисто-равнинные западинные урочища с карстовыми воронками, котловинами, пещерами. Природные комплексы эрозионного происхождения представлены многочисленными урочищами оврагов и балок. Последние обычно заканчиваются конусами выноса в прибрежной зоне озера. Отмечаются также урочища соровых солончаков.
Озеро Баскунчак является крупнейшим месторождением поваренной соли в России. Её добыча и переработка, существующий музей соленомысла могут привлечь определённую часть отдыхающих. Вокруг озера содержатся значительные запасы грязей, обладающих лечебными свойствами. Наличие лечебной грязи, обилие солнца, незначительное количество осадков, сухой воздух, насыщенный ароматом полыни, чабреца и других лечебных трав создают предпосылки для организации в окрестностях озера Баскунчака санаторно-курортного лечения.
Большой интерес для развития рекреации в данном ландшафте представляет гора Большое Богдо. Её появление связано с интенсивным проявлением солянокупольных тектонических процессов. При абсолютной высоте чуть больше 150 м Большое Богдо на фоне окружающей её равнины выглядит внушительным горным сооружением.
Протяжённость горы с северо-запада на юго-восток составляет около 5 км. Западный склон более пологий, восточный имеет значительную крутизну. Сложное урочище Большое Богдо можно считать уникальным не только на Прикаспийской низменности, но и на всей Русской равнине. Это объясняется тем, что в обрывах её восточных склонов на дневную поверхность выходят древнейшие слои горных пород триасового и пермского периодов. В отложениях горы учёные находят останки древних земноводных: лабиринтодонтов, паротозавров, ветлугозавров, тремотозавров. В недрах горы обнаружены медная руда, сера, бурый железняк, известняк, мел, кварцит, яшма, различные минеральные краски. В результате породы, выходящие на поверхность, пестрят всеми цветами радуги.
Особенности ландшафта предопределили своеобразие растительного и животного мира, резко отличающегося от соседних полупустынных комплексов большим разнообразием видов и сообществ. Флора окрестностей озера Баскунчака и горы Большое Богдо насчитывает около 260 видов высших сосудистых растений 42 семейств. Из 24 видов растений Астраханской области, занесённых в Красную книгу РФ, 10 произрастают на горе Большое Богдо.
Орнитокомплекс Баскунчакского ландшафта насчитывает 214 видов, из которых более двадцати занесены в Красную книгу РФ (беркут, степной орёл, могильник, орлан-белохвост, балобан, дрофа, стрепет, красавка, авдотка, кречетка и другие). Специфическое сообщество пернатых сформировалось на горе Большое Богдо: здесь часто встречаются ночные пернатые хищники.
Промысловая фауна представлена рядом видов, среди которых ценнейший реликтовый вид — сайгак. Окрестности озера Баскунчак и горы Большое Богдо — типичные места обитания сайгака. Вдоль восточного побережья озера пролегают исторически сложившиеся пути миграции десятков тысяч голов этого животного. Перечисленные особенности природы Баскунчакского ландшафта благоприятны для организации и дальнейшего развития здесь различных видов рекреационной деятельности, особенно научного и природно-познавательного туризма.

## Волго-Сарпинский ландшафт
Волго-Сарпинский ландшафт делится на две части. Северная часть занимает плоскую морскую равнину, сложенную глинистыми и суглинистыми отложениями раннехвалынского возраста. На светло-каштановых почвах разной степени солонцеватости сформировалась полынно-злаковая, полынно-ковыльная и злаково-полынная растительность с полынью чёрной по солонцам. Южная часть ландшафта представлена слабоволнистой морской равниной, сложенной суглинками, песками, супесями и глинами. На бурых полупустынных почвах сформированы полынно-злаковые растительные ассоциации, в которых доминируют полынь белая и кохия простёртая. Своеобразие югу придают лиманы, возникшие по бессточным замкнутым впадинам и ложбинам периодического стока. Эти урочища заняты пырейно-разнотравными лугами на светло-каштановых и лугово-буровых почвах, а в центре лиманов часто образуются заболоченные участки. Более крупные понижения, в которых накапливается большое количество весенних вод, превращаются в озёра. Характерными для данного ландшафта являются также урочища балок и оврагов, выходящих к правому берегу Волги.

## Волжско-Приергенинский ландшафт
Волжско-Приергенинский ландшафт начинается от нулевой изогипсы и заканчивается на широте Астрахани. На севере и западе он сложен супесчаными и песчаными, а на юге — песчаными отложениями. Северо-запад ландшафта представляет собой слабоволнистую, местами грядовую равнину, на которой сформировались бурые почвы разной степени солонцеватости, в комплексе с солонцами. Южная часть рассматриваемого ландшафта представляет собой закреплённые грядовые и бугристые пески. На бурых почвах и песках формируется полынно-злаковая растительность овсом песчаным и колосняком гигантским. В межгрядовых понижения отмечаются солончаки с солеросами и солянками.

## Волго-Уральский ландшафт
Волго-Уральский ландшафт возник на месте морской пологоволнистой равнины позднехвалынского возраста, сложенной песчаными отложениями и супесями. В ходе эоловых процессов здесь сформировались бугристые, грядовые и барханные пески с полынью белой и рогачом песчаным на бурых почвах разной степени засоления. Понижения мезорельефа часто занимают солончаки.
Наиболее сложной морфологической структурой обладают ландшафты Волго-Ахтубинской поймы и дельты Волги. Во многом это обусловлено сложной историей их развития и формирования рельефа. Геоморфологическое строение Волго-Ахтубинской поймы показывает, что она не является однородной, а состоит из современной поймы Волги и Ахтубы и древней поймы. Современная пойма вытянута вдоль русел Волги и Ахтубы и имеет ложбинно-островной, сегментно-гривистый или параллельно-гривистый первичный пойменный рельеф. Древние пойменные отложения расположенные между Волгой и Ахтубой, составляют более 80 % всей площади поймы. Древняя пойма расположена в основном слева от главного русла Волги и характеризуется мелкогривистым рельефом, в отличие от современной. Генетически все генерации древней поймы представляют coбой остатки дельт выполнения долинного залива.

## Ландшафт Волго-Ахтубинской поймы
В ландшафте Волго-Ахтубинской поймы на основе различий в генезисе в формах мезорельефа выделяются северная и южная части. Северная пойма характеризуется наличием пойменных природно-территориальных комплексов (ПТК), различных по генезису, возрасту и морфо-функциональным показателям. В местах сужения поймы доминируют природные комплексы крупногривистой поймы, прирасширении поймы — плоские и мелкогривистые. К русловым ПТК относятся прирусловые отмели и острова-осередки. За прирусловыми отмелями формируются крупногривистые природные комплексы. Они представлены песчаными и супесчаными валами и гривами, достигающими высоты 6—8 м над меженью. На их поверхности формируются злаково-разнотравная растительность. По крупным гривам широко распространены леса ленточного или галерейного типов из дуба черешчатого, вяза мелколистного, чёрного и серебристого тополей, ивы белой.
При удалении от крупных водотоков основная роль в формировании природных комплексов принадлежит второстепенным — ерикам, протокам и тому подобное. Их меандрирование приводит к перерабатыванию крупных грив и снижению их высоты до 3—4 метров. Крупные гривы сложены мелкозернистыми, часто заиленными песками и супесями. Дальнейшее удаление от русел усиливает процесс накопления пойменного аллювия и приводит к формированию плоских и мелкогривистых ПТК внутренней (древней) поймы. В зависимости от условий увлажнения среди данных ПТК выделяют урочища высокого, среднего и низкого уровней.
Урочища низкого уровня формируются в условиях избыточного увлажнения и представлены зарастающими старицами и ситняково-осоковыми лугами на иловато-болотных почвах. Урочища среднего уровня — пырейно-разнотравные луга на аплювиально-луговых почвах. Их сменяют злаково-разнотравные и полынно-злаковые луга высокого уровня. Широко распространены в этой части поймы урочища старичных озёр и озёр округлой формы, которые со временем зарастают гидрофитами.
Южная пойма располагается в пустынной зоне и несколько отличается от северной. Здесь преобладают мелкогривистые урочища среднего и низкого уровней. Распространены блюдцеобразные понижения, занятые пойменными озёрами. Крупногривистая прирусловая пойма занимает в данном подрайоне меньшую площадь. Значительно снижается высота прирусловых валов. Высокое испарение приводит к накоплению солей в почвогрунтax, что в совокупности с низким количеством осадков способствует распространению остепнённых луговых ПТК.
На прирусловых валах формируются леса ленточного типа из ивы и тополя. Вяз и дуб в южной части поймы не встречаются. Наибольшую площадь в пределах дельты Волги занимает пойменно-дельтовая равнина, пересечённая сложной сетью речных рукавов. Она сформирована в основном в результате боковой эрозии блуждающих речных потоков и уничтожения в пределах зоны блуждания морских позднехвалынских и новокаспийской равнин.

## Ландшафт дельты Волги
Ландшафт дельты Волги неоднороден. Сложные урочища — межрусловые острова — имеют в разных частях дельты свои особенности, что приводит к дифференциации дельты. Северная, наиболее древняя, часть представлена типичными внутрипойменными урочищами. Отличительн черта морфологической структуры этой части ландшафта дельты - отсутствие бэровских бугров. Помимо ериков и ильменей здесь много стариц. На поверхности островов северной части дельты формируются луга - от свежих до переувлажненных.
Центральная часть дельты также состоит из островов, разделённых водотоками различной ширины. Основой островов, их своеобразным каркасом служат бугры Бэра. Они предопределяют урочища, на которых сформировалась луговая растительность разной степени увлажнения. Широко распространены ильмени и солончаки.
В ландшафтах приморской дельты преобладают молодые култучно-равнинные урочища с большим количеством мигрирующих водотоков и култучные ильмени, которые сформировались на месте мелководных морских заливов. По периферии култучно-равнинных урочищ, по берегам водотоков располагаются прирусловые валы и формируются мелкогривистные урочища. Култучные и островные урочища сформировали прибрежно-култучно-островную дельту, где проявляется взаимодействие реки и моря.
Природные комплексы Волго-Ахтубинской поймы и дельты Волги благоприятны для различных видов рекреационной деятельности. Это, первую очередь, касается водного туризма, спортивной охоты и рыбалки. При развитии теплоходного туризма имеются большие возможности до использования прирусловых ПТК в качестве так называемых «зелёных стоянок», организуемых для отдыха и купания. Многочисленные акватории данных ландшафтов могут быть использованы для размещения плавательных средств, коммуникаций и сооружений рекреационного назначения. Рассматриваемые ландшафты перспективны для развития массового пляжного отдыха, чему во многом способствует продолжительный купальный сезон в регионе, который составляет более 120 дней.
Анализ морфологической структуры ландшафтов Волго-Ахтубинской поймы и дельты Волги показывает, что они обладают высоким эстетическим потенциалом благодаря наличию здесь огромного количества контактных зон водоёмов и суши, лесов и лугов, холмистых и равнинных участков, которые обладают сильным аттрактивным эффектом. Большое значение при исследовании пейзажно-эстетических свойств ландшафтов имеет цветовая гамма, доминирующая в них. Преобладающие в пойме и дельте цвета синих, зелёных и жёлто-коричневых оттенков оказывают благотворное влияние на психо-эмоциональное состояние отдыхающих.

## Западный ильменно-бугровой ландшафт
Значительная территория на юго-западе Астраханской области занята Западным ильменно-бугровым ландшафтом. Он представлен урочищами бэровских бугров и межбугровых понижений. На бурых полупустынных почвах бугров формируется пустынная или полупустынная растительность. Межбугровые понижения чаще всего заняты озеровидными водоёмами — ильменями. Последние соединяются между собой и с руслом реки Волги посредством ериков. В результате создаётся сложная система водоёмов и водотоков, по которой волжские воды в период половодий проникают далеко на запад. Он также, как пойма и дельта, может стать основой для развития водно-парусного спорта, спортивной и любительской рыбалки.
Вдоль берегов формируются тростниково-рогозовые заросли. Их сменяют злаково-разнотравные луга на лугово-бурых или луговых темноцветных почвах разной степени засоления. Из древесной растительности встречаются отдельно стоящие деревья или небольшие заросли лоха мелколистного, ивы белой и тамарикса. Сухие днища межбугровых понижений покрыты злаково-полынной, реже — злаково-разнотравной растительностью на бурых полупустынных или лугово-бурых почвах. По мере удаления от Волги в данном ландшафте количество ильменей уменьшается и возрастает число урочищ высыхающих ильменей, солончаков и солёных озёр. На юго-западе равнины распространены бугристые пески с растительностью из белой полыни, верблюжьей колючки, житняка сибирского и других растений.
Некоторые озёра окрашены в различные оттенки красноватого цвета. Это объясняется тем, что населяющие озёра микроорганизмы, вырабатывают красные пигменты. Озеро Малиновское, например, являлось собственностью Екатерины II, и соль из него подавали к столу только во время приёма иностранных послов.

## Восточный ильменно-бугровой ландшафт
В Восточном ильменно-бугровом ландшафте также доминируют бэровские бугры, но они отличаются от предыдущего района высотой и величиной: сильно сглажены, очертания их неярко выражены и широтная ориентировка нарушена. Ильмени большей частью усыхающие. Межбугровые впадины имеют ложбины стока, соединяющие в прошлом ильмени, и заносятся песками. Пески здесь занимают большее пространство, нежели на Западной ильменно-бугровой равнине. Слабая, периодическая связь с рекой и морем способствовала образованию солёных озёр и солончаков, но ландшафты равнины сохранили черты предыдущего района; одинаков и её литологический состав.
На песчаных, супесчаных, песчано-супесчаных, иловато-глинистых почвах сформированы ландшафты ильменно-бугрового облика, в которых выделяются урочища межбугровых котловин, покрытых лугами обеднённого состава, урочища отмирающих ильменей и бэровских бугров, солончаков и соляных озёр (Кордуанские озёра), а также бугристых песков, закреплённых и развиваемых.